# NGC 7499
NGC 7499 est une très vaste galaxie lenticulaire relativement éloignée et située dans la constellation des Poissons. Sa vitesse par rapport au fond diffus cosmologique est de 11 366 ± 38 km/s, ce qui correspond à une distance de Hubble de 167,6 ± 11,8 Mpc (∼547 millions d'al). NGC 7499 a été découverte par l'astronome allemand Albert Marth en 1864.
À ce jour, seule une mesure non basée sur le décalage vers le rouge (redshift) donne une distance d'environ 165,000 Mpc (∼538 millions d'al), ce qui est à l'intérieur des valeurs de la distance de Hubble.

## Amas de Pégase II

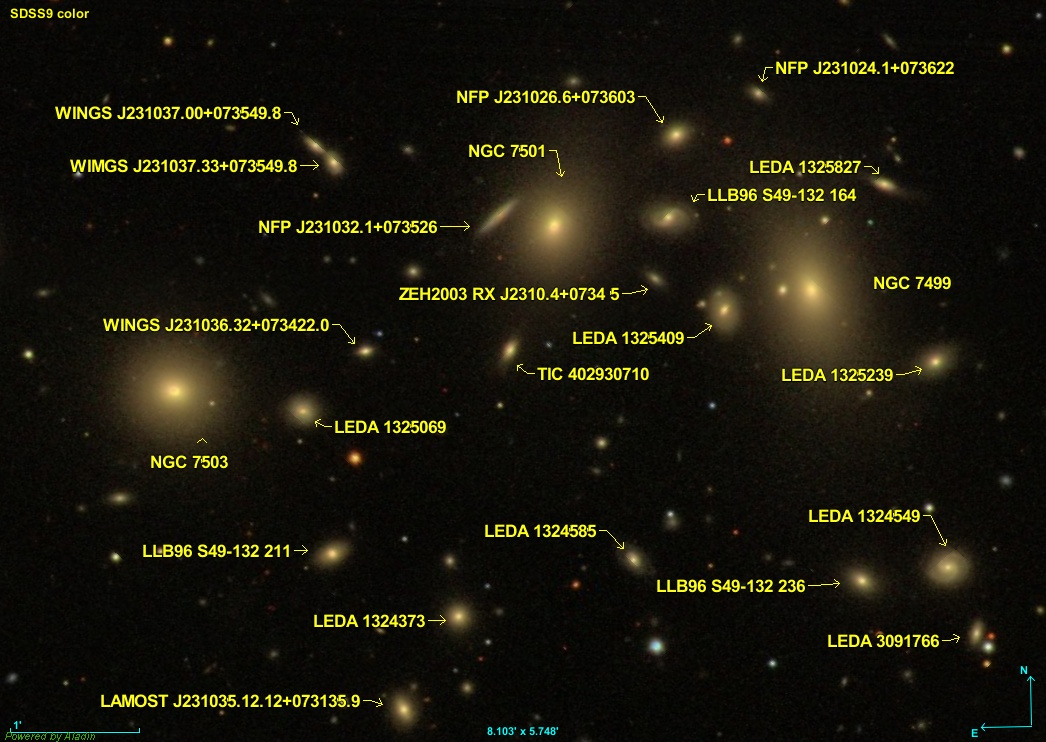
Quelques galaxies de l'amas de Pégase II (PEGASUS II).

Selon la base de données NASA/IPAC, NGC 7499 fait partie de l'amas de galaxies de Pégase II (PEGASUS II). Elle forme par ailleurs avec sa voisine NGC 7501 une paire de galaxies,. Cette affirmation reste cependant douteuse, NGC 7499 étant située à 167,64 ± 11,76 mpc et NGC 7501 à 183,17 ± 12,84 mpc de la Voie lactée. Mais puisque le domaine des distances de ces deux galaxies se recoupe en raison des incertitudes, il est possible qu'elles forment une paire réelle. Selon un article de E.L. Turner publié en 1976, NGC 7499 et NGC 7503 forment une paire de galaxies rapprochées, ce qui est vraisemblablement incorrect, car elles sont à environ 44 mpc (144 al) l'une de l'autre. 
L'Amas de Pégase II comprend entre 50 et 60 galaxies situées dans la constellation des Poissons. La distance moyenne entre ce groupe et la Voie lactée est d'environ 177 Mpc (∼577 millions d'al).
Le tableau à la fin de cette section résume les propriétés des trois galaxies membres de l'amas figurants dans le New General Catalogue. Le tableau montre en  particulier les distances de Hubble de celles-ci.
| Nom      | Classification | Type         | α (J2000.0)      | δ (J2000.0)     | Vitesse radiale (km/s) | Magnitude apparente | Distance (Mpc) | Dimension (kal) |
| -------- | -------------- | ------------ | ---------------- | --------------- | ---------------------- | ------------------- | -------------- | --------------- |
| NGC 7503 | E2?            | Elliptique   | 23h 10m 42.2641s | 07° 34′ 03.846″ | 13217 ± 3              | 13,3                | 139,2 ± 11,2   | 184             |
| NGC 7499 | SA0^0(s)?      | Lenticulaire | 23h 10m 22.3729s | 07° 34′ 50.449″ | 11737 ± 28             | 12,8                | 167,6 ± 11,8   | 262             |
| NGC 7501 | E1             | Elliptique   | 23h 10m 30.4080s | 07° 35′ 20.556″ | 12790 ± 31             | 13,4                | 183,2 ± 12,8   | 208             |

Notons qu'une recherche de la requête PEGASUS II sur le site de la base de données NASA/IPAC, ainsi même que sur Wikipédia conduit aux données de la galaxie naine Amdromeda VI, ce qui porte vraiment à confusion.

## Supernova
La supernova SN 1986M a été découverte dans NGC 7499 le 7 décembre 1986par les astronomes italiens E. Cappellaro et L. Rosino depuis l'observatoire d'Asiago. D'une magnitude apparente de 16,5 au moment de sa découverte, elle était de type Ib.